# 진종 (조선)
진종(眞宗, 1719년 3월 24일(음력 2월 15일) ~ 1728년 12월 5일(음력 11월 16일))은 조선의 왕세자이자 추존왕이며, 대한제국의 추존 황제이다. 영조의 장자로 태어났으며 어머니는 정빈 이씨이다. 사후 태어난 이복동생 사도세자의 차남 세손 산이 아버지 영조에 의해 사후양자로 지명되면서 승통세자의 호를 받고, 영조의 유언대로 사후 왕으로 추존되었다. 휘는 행(緈), 아명은 만복(萬福), 자는 성경(聖敬)이며 본관은 전주(全州)이다. 효장세자(孝章世子)로도 잘 알려져 있다. 양자 정조가 즉위하면서 진종온량예명철문효장대왕(眞宗溫良睿明哲文孝章大王)으로 추존되었다. 청나라에서 내린 시호는 각민왕(恪愍王)이며 대한제국 때 황제로 추존되어 진종소황제(眞宗昭皇帝)가 되었다.
1724년 경의군(敬義君)에 봉해지고 부왕 즉위 후 1725년 세자(世子)에 책봉되었으나 10세의 나이에 경복궁 자선당(資善堂)에서 요절하였다. 사후 효장(孝章)의 시호를 받아 효장세자(孝章世子)라 불렸고, 영조는 승통세자(承統世子)라는 호를 내렸다. 숙종의 첫 손자이자, 그의 생전에 태어난 유일한 손자이기도 하다.

## 생애

### 탄생과 가계
1719년(숙종 45년) 2월 15일, 한성부 북부 순화방(順化坊)의 창의궁(彰義宮)에서 숙종의 넷째 아들인 왕자 연잉군(영조)과 첩실 이씨(정빈 이씨)의 아들로 태어났다. 이름은 행(緈)이며 아명은 만복(萬福)이다.
숙종의 첫 손자이자, 숙종 생전에 태어난 유일한 손자이기도 했는데 인현왕후의 오빠인 민진원의 저서 《단암만록(丹巖漫錄)》에 의하면 숙종은 첫 손자를 썩 내켜하지 않았다.
 
연령군(延齡君)은 사람됨이 온유하고 영민하여
임금(숙종)의 사랑을 받은 것이 연잉군보다 지나쳤다.
연잉군(延礽君, 영조)은 자주 임금의 질책을 받았고
또 생모(숙빈 최씨)의 상(喪)중에 있으면서 아들을 낳았기 때문에
행검이 없다고 책망하여 임금을 알현하지 못하게 한 것이
몇 개월이나 되었다.
정유년(1717년) 이이명(李頤命)이 독대(獨對)했을 때
임금의 뜻은 대개 연령군에게 있었다고 한다.— 《단암만록》, 민진원

어머니 이씨(정빈 이씨)는 증 좌찬성 이후철과 김해 김씨의 딸로, 동궁전 나인으로 있다가 연잉군의 첩이 되었고, 1721년(경종 1년) 연잉군이 왕세제에 책봉되면서 소훈에 봉해졌으나 같은해 11월 사망하였다.
1724년(영조 즉위년) 아버지 영조가 즉위하자 경의군(敬義君)에 봉해졌으며, 1725년(영조 1년) 2월 25일 왕세자에 책봉되었으며, 3월 20일에 창덕궁 인정전에서 책봉례를 행하였다.

### 세자 책봉 이후
1725년(영조 1년) 5월 부스럼을 앓았다. 이후 부스럼이 낫자 영조는 세자의 환후가 회복된 것을 기뻐하며 종묘에 고하고 사령을 반포하여 대역죄와 강상죄 이하의 잡범들을 사면하고 관리들의 관직을 한등급씩 높여주었다.
1727년(영조 3년) 문묘에 알성한 뒤 태학에 입학하였다. 1727년(영조 3년) 3월 3일, 왕명으로 대제학 이의현(李宜顯)을 세자빈객을 삼고, 3월 9일 경연에서 입학례를 올렸다. 9월 9일 인정전에서 관례를 행하였으며 9월 29일 조문명(趙文命)의 딸 조씨(효순왕후)와 가례를 올렸다. 그해 11월 세자빈 조씨가 홍역을 앓게 되어 경춘전으로 거처를 옮겼다.

### 최후
1728년(영조 4년) 11월 16일, 창경궁 진수당에서 열병과 안질환 등의 합병증으로 훙서하였다. 영조는 친히 그의 임종을 지켰다 하는데, 그는 병석에 누워서도 마지막까지 효를 다하고 가지 못함을 애통해하였다 한다.
 
밤 3경(三更) 1점(一點)에 왕세자가 창경궁의 진수당(進修堂)에서 훙서(薨逝)하였다.
이날 종묘(宗廟)와 사직(社稷)에서 두 번째 기도를 거행하였는데,
밤에 병이 더욱 심해져 해시(亥時)에 훙서하였다.
임금이 영의정 이광좌(李光佐), 병조 판서 조문명(趙文命) 등에게 슬피 곡하며 말하기를,
"종묘사직을 장차 어찌할 것인가?" 하고, 한참 만에 곡을 그쳤다.— 《영조실록》 20권,
영조 4년(1728년 청 옹정(雍正) 6년) 11월 16일 (임술)

일설에는 독살설이 제기되었는데, 후일 조사 결과 궁인 순정(順正) 등 궁녀 여럿이 세자와 옹주들에게 독을 쓰고 저주했던 것이 발각되었다.

## 사후
1728년 12월 2일, 당상관들이 회의하여 시호로 장효(莊孝), 효장(孝章), 장헌(章獻) 셋을 추천했고, 영조는 모든 행동 중에서 효가 으뜸이라는 점을 들어 '효장'을 골랐다. 묘소는 별다른 호칭 없이 효장묘(孝章墓), 사당은 효장묘(孝章廟)로 정해졌다.
세자빈 조씨(효순왕후)는 세자의 사후 현빈(賢嬪)으로 봉해졌다. 세자가 죽고 23년 후인 1751년(영조 27년) 11월 14일, 창덕궁 건극당(建極黨)의 동실인 의춘헌(宜春軒)에서 승하하였으며 이듬해에 효장세자의 묘 왼쪽에 안장되었다.

### 능묘
시신은 한성부 연희궁 근처 북아현에 매장되었다가, 이후 1729년(영조 5년) 현재의 위치인 경기도 파주군 조리동면(條理洞面) 조리동(條里洞), 을좌(乙坐) 신향(辛向), 순릉 왼쪽 산언덕에 예장하였다. 묘비문은 조문명(趙文命)이 짓고 조선국 효장세자묘(朝鮮國 孝章世子墓)라 했다. 이후 왕으로 추존되고, 다시 순종 때 황제로 추존되면서 2개의 비석이 더 세워져 그의 묘 앞에는 총 3개의 비석이 있다.
이후 영조의 유언에 따라 1776년 정조 즉위 후 왕으로 추존되어 영릉(永陵)의 능호를 받고 왕릉으로 격상되었으며, 경기도 파주군 조리면의 공릉과 순릉과 함께 파주 삼릉을 구성하는 능 가운데 하나이다. 효장세자의 첫 무덤이 있던 곳은 이후 능안리라는 이름으로 불리게 되었다.

### 독살 의혹
1729년(영조 5년) 3월 9일, 궁인 순정(順正) 등 궁녀 여럿이 세자와 옹주들에게 독을 쓰고 저주했던 사실이 발각되어 영조의 친국을 받고 처참되었다. 궁녀 박순정, 김순혜가 궐밖의 무당 태자 등과 접선,  무당은 과부 이세정으로부터 건네받은 사람의 뼛가루를 창경궁의 양화당, 동궁, 빈궁의 침실 등에 묻었고, 예전부터 그것을 음식에 타서 왕세자와 네 명의 옹주에게 먹였다는 것이다. 이 유골들은 대현산(현, 서울 성동구 금호동)의 여러 무덤에서 채취했거나, 길가에 거적으로 말아놓은 개가 뜯어 먹다만 시체, 혹은 불에 탄 사람의 해골이라 한다.

### 묘호 및 시호
1776년(영조 52) 1월 27일 영조의 특명으로 승통세자(承統世子)의 호칭을 받고 효장승통세자(孝章承統世子)가 되었다.
1776년(정조 즉위년) 효장세자의 승통을 이은 양자 정조가 즉위하면서 진종(眞宗)으로 추존되었다. 시호는 온량예명철문효장(眞宗溫良睿明哲文孝章)이며, 1908년(융희 2년), 대한제국 순종에 의해 소황제(昭皇帝)로 추존되었다.

## 가족 관계
|                                       |                         | 출생                                                           | 사망                                                             |
| ------------------------------------- | ----------------------- | -------------------------------------------------------------- | ---------------------------------------------------------------- |
| 조선의 추존 국왕 대한제국의 추존 황제 | 진종 소황제 眞宗 昭皇帝 | 1719년 3월 24일 (음력 2월 15일) 조선 한성부 순화방 창의궁 사제 | 1728년 12월 5일 (음력 11월 26일) (9세) 조선 한성부 창경궁 진수당 |

|      |                             | 생몰년          | 본관 | 부모                                                                | 비고        |
| ---- | --------------------------- | --------------- | ---- | ------------------------------------------------------------------- | ----------- |
| 부   | 영조대왕 英祖大王           | 1694년 - 1776년 | 전주 | 숙종대왕 肅宗大王 숙빈 최씨 淑嬪 崔氏                               | 제21대 국왕 |
| 법모 | 정성왕후 서씨 貞聖王后 徐氏 | 1692년 - 1757년 | 대구 | 달성부원군 서종제 達城府院君 徐宗悌 잠성부부인 이씨 岑城府夫人 李氏 |             |
| 모   | 정빈 이씨 靖嬪 李氏         | 1694년 - 1721년 | 함양 | 이후철 李後哲 김해 김씨 金海 金氏                                   |             |

|                     | 시호                                              | 본관 | 생몰년          | 부모                                                                     | 별칭              | 비고                                  |
| ------------------- | ------------------------------------------------- | ---- | --------------- | ------------------------------------------------------------------------ | ----------------- | ------------------------------------- |
| 추존 왕비 추존 황후 | 효순소황후 조씨 孝純昭皇后 趙氏 효순왕후 孝純王后 | 풍양 | 1715년 - 1751년 | 풍릉부원군 조문명 豊陵府院君 趙文命 완흥부부인 전주 이씨 完興府夫人 李氏 | 효순현빈 孝純賢嬪 | 조선의 추존 왕후 대한제국의 추존 황후 |

|      |                                           | 이름  | 생몰년          | 친부모                                            | 배우자                                            | 비고                             |
| ---- | ----------------------------------------- | ----- | --------------- | ------------------------------------------------- | ------------------------------------------------- | -------------------------------- |
| 양자 | 정조 선황제 正祖 宣皇帝 정조대왕 正祖大王 | 산 祘 | 1752년 - 1800년 | 장조의황제 莊祖 懿皇帝 헌경의황후 獻敬懿皇后 洪氏 | 효의선황후 김씨 孝懿宣皇后 金氏 효의왕후 孝懿王后 | 제22대 국왕 대한제국의 추존 황제 |

## 같이 보기
- 장조 (조선)
- 의소세자
- 정조
- 영조